# 1936年の航空
< 1936年
1935年の航空 - 1936年の航空 - 1937年の航空

## 航空に関する出来事
- 1月4日 - アメリカ最初の急降下爆撃機、ヴォート SB2U ヴィンディケーターが初飛行した。
- 1月9日 - ドイツの爆撃機、He-111の大量生産が始まる。
- 1月14日 - ハワード・ヒューズが、ロサンゼルスとニューヨークの間を9時間26分で飛行した。
- 3月4日 - ドイツの飛行船、LZ 129ヒンデンブルク号が初飛行した。
- 3月5日 - スーパーマリン スピットファイアの原型機が初飛行した。

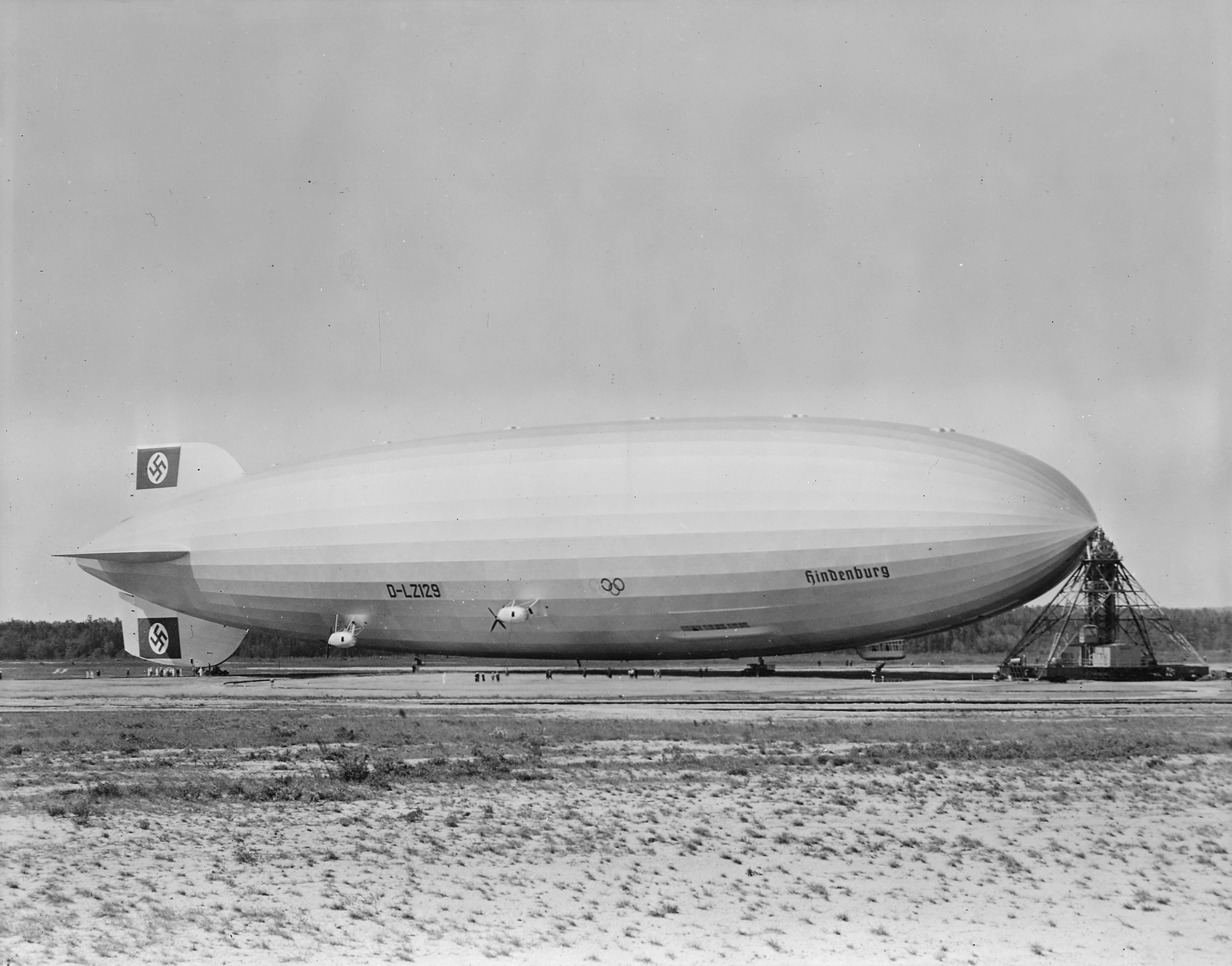
レイクハーストにおける LZ 129 ヒンデンブルク

- 3月10日 - フェアリー バトルが初飛行した。
- 3月17日 - アームストロング・ウィットワース ホイットレー爆撃機が初飛行した。
- 4月 - ドイツの連絡機、フィーゼラー Fi-156シュトルヒが初飛行した。
- 4月5日 - イタリア空軍が、エチオピアのアディスアベバを爆撃した。
- 4月10日 - フランスで北アフリカのカサブランカとナンシー間の2,400kmを13時間以内で飛行する航路が開かれた。
- 4月25日 - ポテ 630が初飛行した。
- 5月6日 - ドイツの飛行船、ヒンデンブルク号がフランクフルトとニューヨーク間の飛行を行った。
- 5月12日 - ドイツのメッサーシュミット、Bf110が初飛行した。
- 5月22日 - アイルランドの航空会社エアリンガスが、Irish Sea Airwaysから創設された。
- 6月6日 - ロンドンで2番目の空港、ガトウィック空港が作られた。
- 6月15日 - イギリスの爆撃機、ビッカース ウェリントンが初飛行した。
- 6月25日 - アメリカン航空が、ダグラス DC-3の運用を開始した。
- 6月25日 - イギリスの軽爆撃機、ブリストル ブレニムを初飛行した。
- 6月26日 - ドイツのヘリコプター、フォッケウルフ Fw61が初飛行した。

- 7月3日 - イギリスの飛行艇、ショート S.23 エンパイアが初飛行した。

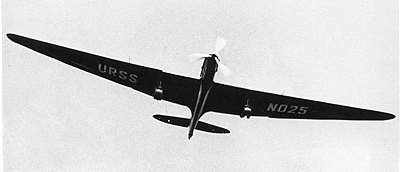
ANT-25

- 7月17日 - スペイン政府に対して、植民地モロッコのメリリャで反乱が起こり、スペイン内戦がはじまる。
- 7月20日〜22日 - ヴァレリー・チカロフが、ゲオルギー・バイドウコフ、アレクサンドル・ベリヤコフとともに、ANT-25でモスクワからカムチャツカ半島のペトロパブロフスクまでの9,374kmを56時間20分で飛行した。
- 7月29日〜8月5日 - ユンカース Ju52をドイツがフランコ将軍に提供し、モロッコからセビリアに1,500の兵士を運んだ。
- 7月31日 - フランスのパイロット、アンドレ・ジャピーがコードロン シムーンでパリからアルジェまで 5時間3分で飛行し、58分後、アルジェを出発し、5時間48分でパリに帰還した。
- 8月6日〜8月8日 - アンドレ・ジャピーが、パリ-モスクワの往復飛行をおこなった。
- 8月11日 - フランスの航空業界の一部が国有化された。
- 8月12日 - スペイン内戦で、ナショナリスト空軍のパイロット、ホアキン・ガルシア＝モラトが最初の撃墜を記録する。この後、ガルシア＝モラトはスペイン内戦で40機の撃墜を記録したとされる。
- 8月18日 - エール・フランスのファルマンF220、"Ville de Montevideo"号が、ナタールとダカール間の南大西洋横断飛行の記録14時間40分を樹立した。
- 8月27日 - ポテ 54が初飛行した。
- 9月4日 - イギリスのベリル・マーカムが、イギリスのAbingdonから、パーシヴァル ガルで20時間の飛行でカナダのノバスコシア州のケープ・ブレトン島まで単独飛行し、大西洋を西向きに単独飛行で横断した最初の女性パイロットとなった。
- 9月13日 - イタリアのエネア・ボッシ(Enea Bossi)とヴィットリオ・ボノミ(Vittorio Bonomi)の設計した人力飛行機、ボッシ＝ボノミ ペダリアンテが9mの高さのカタパルトを使って数百mの飛行を行った。
- 9月28日 - イギリスのブリストル 138が、高高度飛行記録15,223mを樹立した。
- 9月29日〜10月1日 - ロンドン - ヨハネスブルグ間でエアレースが行われ、9チームが参加した。
- 9月30日 - アメリカ人ジャーナリストのHK・エイキンズが飛行船と、KLM、KNILM、パンアメリカン、ユナイテッド航空、トランスワーッルド航空を乗り継いで、民間航空の乗客による世界一周飛行を行った。
- 10月13日 - スペイン戦争にの最初のソ連の戦闘機、ポリカールポフI-15が参加した。

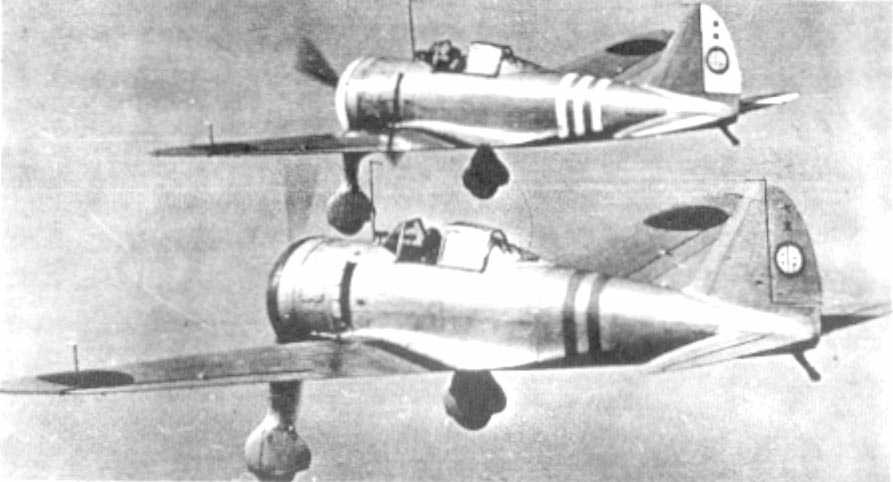
九七式戦闘機

- 10月15日 - 日本の九七式戦闘機が初飛行した。
- 10月21日 - パンアメリカン航空のサンフランシスコ、マニラ間の定期便が開設された。
- 11月 - ドイツからスペイン内戦に派遣されるコンドル軍団が編成された。
- 11月7日 - 日本の関東軍と中華民国北部の地方政権、冀察政務委員会の合意により恵通航空が設立された。
- 11月15日 - フランスのパイロット、アンドレ・ジャピーが、フランスと日本間を75時間15分で飛行し、14,000km以上を飛行した。
- 12月7日 - 航空機サザンクロスに乗って南大西洋でジャン・メルモーズが行方不明となった。メルモーズにとって、24回目の、南大西洋横断飛行であった。
- 12月21日 - ドイツの爆撃機、ユンカースJu 88が初飛行した。
- 12月27日 - ソ連の爆撃機、ANT-42 / TB-7（後に Pe-8となる）が初飛行した。

## 1936年に初飛行した機体の画像

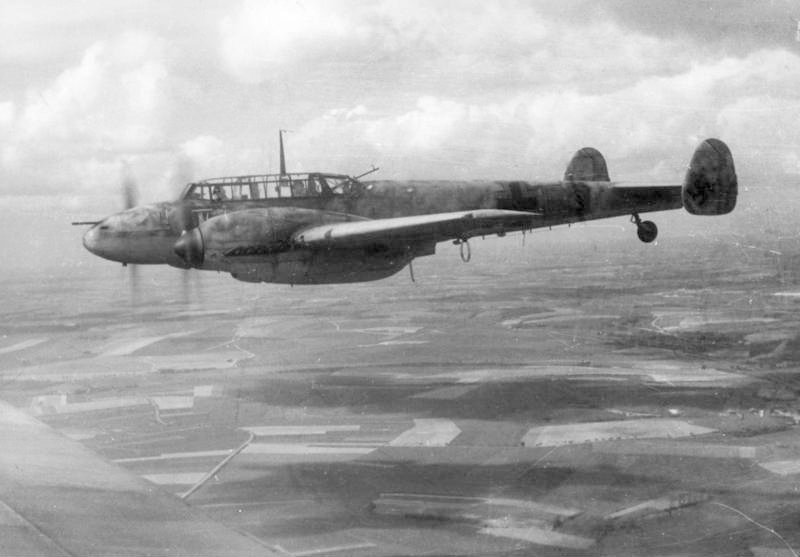
メッサーシュミット Bf110 （5月12日）
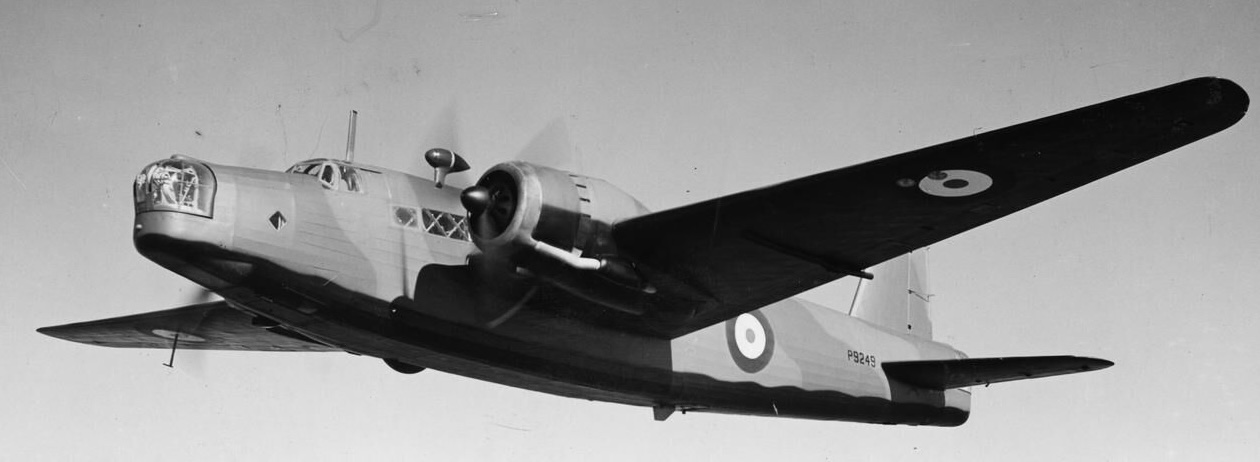
ビッカース ウェリントン （6月15日）
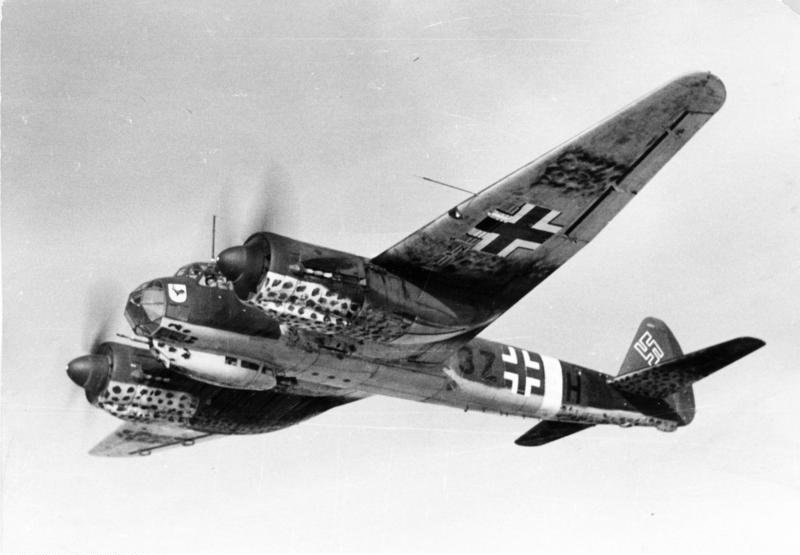
ユンカース Ju 88 （12月21日）

## 航空に関する賞の受賞者
- ハーモン・トロフィー： ハワード・ヒューズ、ジーン・バテン、エルンスト・レーマン、Ernest De Muyter（白）
  - ナショナル・トロフィー： ルイーズ・セイデン、ジェームズ・ダイヤモンド、カール・ゴッツェ2世